# Wapen van Zoetermeer

Wapen van Zoetermeer (sinds 1936)

Wapen van Zoetermeer is op 14 december 1936 bij Koninklijk besluit aan de gemeente Zoetermeer toegekend, nadat in 1935 Zegwaart aan de gemeente was toegevoegd. Het wapen is een aanpassing van het wapen zoals dat op 24 juli 1816 was toegekend. Het toont drie meerbloemen op stelen. Als schildhouders zijn twee leeuwen aan weerszijden van het wapen geplaatst. De herkomst van het wapen is onbekend.

## Blazoen

### Wapen van 1816-1936
De beschrijving luidt als volgt: "Van lazuur, beladen met drie bloemen en hunne stelen, alles van goud, op een terras van sabel. 't Schild gedekt met eene kroon van goud en vastgehouden door twee leeuwen."
In de beschrijving staat dat de grond waar de bloemen in staan zwart moet zijn, de tekening echter laat duidelijk zien dat de grond goudkleurig is. De leeuwen zijn aanziend (kijken de toeschouwer aan) en zijn van natuurlijke kleur. De kroon heeft drie bladeren en 2 maal 3 parels. Uit 1798 is een beschrijving bekend waarin sprake is van een zilveren schild met drie (gouden) korenbloemen. Tijdens de aanvraagprocedure gaf J. van Trigt deze kleuren op aan de Hoge Raad van Adel. Deze verwierp echter het zilveren schild omdat met het gebruik van metaal op metaal tegen de regels van de heraldiek een raadselwapen ontstaat. Om die reden werd het wapen in de rijkskleuren opgesteld. Opmerkelijk is dat de afbeelding in het register qua kleurgebruik afwijkt ten opzichte van het wapendiploma. In het wapendiploma is de ondergrond conform de beschrijving wel uitgevoerd in de kleur zwart.

Wapen volgens de kleuren in het register
Kleurstelling zoals op de wapendiploma

### Wapen van 1936
De beschrijving is als volgt: "In azuur 3 gesteelde meerbloemen van goud, staande op een grond van hetzelfde. Het schild gedekt met een gouden kroon van 3 bladeren en 2 paarlen. Schildhouders : 2 leeuwen van goud, getongd en genageld van keel."
N.B. de kleuren in het schild zijn: azuur (blauw), keel (rood) en goud (geel). De leeuwen zijn klimmend en kijken naar het wapen.
De schildhouders zijn afkomstig uit het wapen van Zegwaart. Deze gemeente werd in 1935 aan Zoetermeer toegevoegd.

## Verwant wapen

Het wapen van Zegwaart, met de schildhouders